# Призвание варягов (картина Васнецова)
«Призва́ние варя́гов» или «Варя́ги» — картина русского художника-живописца Виктора Васнецова 1909 года, написанная им для издания И. Н. Кнебеля «Русская история в картинах» под № 3: В. М. Васнецов. «Варяги» — 1912. На картине изображено известное по русским летописям призвание варягов на княжение племенами восточных славян и финно-угров в 862 году, в результате которого, согласно летописям, возникло Древнерусское государство.
Репродукция картины часто встречается в качестве иллюстрации в различных учебных и популярных изданиях по русской истории.

## Комментарии
1. ↑  Подпись художника и дата «В. Васнецов 1909» расположены в нижнем правом углу.